# Лоренц, Фридрих Карлович
Фридрих (Фёдор Фёдорович или Фёдор Карлович) Лоренц (нем. Friedrich Lorenz; 3 ноября 1803, Кройцнах — 10 мая 1861, Бонн) — немецкий и русский историк, педагог, член-корреспондент Императорской Санкт-Петербургской академии наук, директор Петришуле.

## Биография
Фридрих Лоренц родился в Кройцнахе в 1803 году. Окончив местную гимназию, где его учителем был Герд Айлерс, в 1823 году Лоренц поступил в Гейдельбергский университет. Там он работал с историком Фридрихом Шлоссером, по совету которого нанялся частным преподавателем в английскую семью, досконально изучив английский язык и литературу. В 1826 году в Берлине получил докторскую степень с диссертацией «De statu in quam Sicilia a Normannis redacta sit». Вместе со Шлоссером работал над переводом «Римской истории» Диона Кассия (первый том), также перевёл с английского «Историю короля Альфреда» Тернера. В 1828 году прошёл хабилитацию в университете Галле с работой «De Carolo Magno litterarum fautore».
В это время Лоренц начал работу над фундаментальным трудом по истории Каролингов, и перым шагом в этом направлении стало вышедшее в 1829 году исследование, посвящённое Алкуину. Однако в дальнейшем Лоренц оставил это направление работы, дополнительно опубликовав в 1832 году только один очерк о личной жизни и дворе Карла Великого. От исследований его оторвала преподавательская работа, которой он с 1830 года занимался в университете Галле.
В 1831 году Лоренц приехал в Санкт-Петербург, где получил должность профессора всеобщей истории Главного педагогического института. С 1836 по 1838 он был редактором издававшейся Санкт-Петербургской академией наук Deutschen Petersburger Zeitung, а в 1840 году назначен директором Петришуле — немецкого училища при лютеранской церкви святого Петра. В этой должности он расширил в училище преподавание древних языков, истории и географии (в том числе введя изложение статистики и физической географии), одновременно исключив из программы антропологию и энциклопедию знаний, как предметы, «малодоступные пониманию учащихся». При Лоренце в училище был построен гимнастический зал и гимнастика введена в учебную программу; при женском отделении училища устроена приготовительная школа; открыты параллельные классы, необходимость в которых была вызвана чрезмерным наплывом учащихся; и подготовлен проект старшего, восьмого класса, открытого уже после окончания работы Лоренца.
С 1840 года Лоренц состоял членом-корреспондентом Императорской Санкт-Петербургской академии наук (отделение исторических, филологических и политических наук, по разряду истории и древностей российских). В 1856 году исполнились 25 лет его работы в Главном педагогическом институте, и он вышел в отставку с пенсией. Работу в Петришуле он продолжал до весны 1857 года, после чего уехал в Бонн, начав читать в местном университете лекции по русской истории. Однако, уже в 1858 году Лоренц слёг с пневмонией и скончался в мае 1861 года, не дожив до 58 лет.

## Труды
Помимо работ об Алкуине и Карле Великом, перу Лоренца принадлежат «Руководство ко всеобщей истории» (СПб., 1841, неоднократно переиздавалось), «О том, с какою целью основан главный педагогический институт» (СПб., 1856) и «История новейшего времени с 1815 по 1856 год» (издана посмертно, в 1867 году Теодором Бернгарди, на русском языке вышла в переводе В. Маркова в 1869 году). «Руководство ко всеобщей истории» было изначально написано по-немецки, и русский перевод вышел неудачным, из-за чего в России современниками этот учебник был оценён резко отрицательно, однако позже Энциклопедический словарь Брокгауза и Ефрона писал, что оно «внесло в преподавание истории живую струю, вытеснив сухие и рутинные учебники Кайданова и Смарагдова». Кроме того, Лоренцем написаны критические разборы трудов сочинений П. Н. Кудрявцева «Судьбы Италии» (XXI прис.) и М. С. Куторги «Персидские войны»; вначале появившись в «Присуждениях Демидовских наград», они в дальнейшем были изданы отдельно.